# 咲-Saki- THE 夢のヒットスクエア
『咲-Saki- THE 夢のヒットスクエア』（さき・ザ・ゆめのヒットスクエア）は、GloryHeavenから発売されたテレビアニメ『咲-Saki-』のキャラクターソングを収録したアルバムシリーズである。Vol.1は2009年7月29日、Vol.2は同年12月23日に発売された。
2013年3月27日には外伝作品『阿知賀編』のキャラクターソングアルバムである『咲-Saki-阿知賀編 episode of side-A キャラソンベストアルバム THE 夢のヒットスクエア 阿知賀編』が発売された。

## リリース一覧

### キャラソン対局編
ジャケットには、決勝戦に出場した宮永咲、天江衣、池田華菜、加治木ゆみの4人が描かれている。
1. 麻雀天使にかこまれちゃう
歌：宮永咲（植田佳奈)、天江衣（福原香織）、池田華菜（森永理科）、加治木ゆみ（小林ゆう）
作詞：畑亜貴 / 作曲・編曲：木下智哉
2. 予感、咲きました!
歌：宮永咲（植田佳奈）
作詞：畑亜貴 / 作曲・編曲：村井大
3. 刹那の海よ
歌：天江衣（福原香織）
作詞：畑亜貴 / 作曲・編曲：村井大
4. イキナリナリユキナリッ
歌：池田華菜（森永理科）
作詞：畑亜貴 / 作曲・編曲：tetsu-yaeh
5. 見えない君の探し方
歌：加治木ゆみ（小林ゆう）
作詞：畑亜貴 / 作曲：田代智一 / 編曲：安岡洋一郎
6. Angel zone
歌：原村和（小清水亜美）
作詞：畑亜貴 / 作曲：福本公四郎 / 編曲：安藤高弘
7. 逃しません…ですわ!
歌：龍門渕透華（茅原実里）
作詞：畑亜貴 / 作曲：田代智一 / 編曲：近藤昭雄
8. ひとりにひとつ
歌：福路美穂子（堀江由衣）
作詞：畑亜貴 / 作曲・編曲：前田克樹
9. ステルス・モ・モ・モード
歌：東横桃子（斎藤桃子）
作詞：畑亜貴 / 作曲・編曲：村井大

### 2 キャラソン清澄対局編
ジャケットには清澄高校メンバーの宮永咲、原村和、片岡優希、染谷まこ、竹井久の5人が描かれている。
1. Eternal Wind
歌：宮永咲（植田佳奈）
作詞：林宏次 / 作曲：田代智一 / 編曲：安藤高弘
2. セラフィック・ゲート
歌：原村和（小清水亜美）
作詞：林宏次 / 作曲・編曲：村井大
3. タコスぢから＝ユメぢから
歌：片岡優希（釘宮理恵）
作詞：畑亜貴 / 作曲・編曲：酒井陽一
4. 染めて逆転
歌：染谷まこ（白石涼子）
作詞：林宏次 / 作曲：福本公四郎 / 編曲：安岡洋一郎
5. 「ありがとう」の春はまだ早い
歌：竹井久（伊藤静）
作詞：林宏次 / 作曲：隆勇人 / 編曲：安岡洋一郎
6. Ride On The Wave!
歌：宮永咲（植田佳奈）、原村和（小清水亜美）、片岡優希（釘宮理恵）、染谷まこ（白石涼子）、竹井久（伊藤静）
作詞：林宏次 / 作曲・編曲：近藤昭雄

### 阿知賀編
ジャケットには阿知賀女子学院メンバーの高鴨穏乃、新子憧、松実玄、松実宥、鷺森灼と、千里山女子高校の園城寺怜と清水谷竜華の7人が描かれている。
1. SquarePanicSerenade
歌：高鴨穏乃（悠木碧）、新子憧（東山奈央）、松実玄（花澤香菜）、松実宥（MAKO）、鷺森灼（内山夕実）
作詞・作曲・編曲：ZAQ
2. YES!! READY to PLAY
歌：高鴨穏乃（悠木碧）
作詞・作曲・編曲：ZAQ
3. Live A-Life
歌：新子憧（東山奈央）
作詞・作曲・編曲：ZAQ
4. Dragon Magic
歌：松実玄（花澤香菜）
作詞・作曲・編曲：ZAQ
5. 麻雀あったかぽっぷ
歌：松実宥（MAKO）
作詞・作曲・編曲：ZAQ
6. Next Legend
歌：鷺森灼（内山夕実）
作詞・作曲・編曲：ZAQ
7. One Vision
歌：園城寺怜（小倉唯）
作詞・作曲・編曲：ZAQ
8. Little Pray
歌：清水谷竜華（石原夏織）
作詞・作曲・編曲：ZAQ
9. 四角い宇宙で待ってるよ（阿知賀女子りぷろだくとver.）
歌：高鴨穏乃（悠木碧）、新子憧（東山奈央）、松実玄（花澤香菜）、松実宥（MAKO）、鷺森灼（内山夕実）
作詞：畑亜貴 / 作曲：木下智哉 / 編曲：藤田宜久 / Re-Product：青木繁男
10. 熱烈歓迎わんだーらんど（阿知賀女子りぷろだくとver.）
歌：高鴨穏乃（悠木碧）、新子憧（東山奈央）、松実玄（花澤香菜）、松実宥（MAKO）、鷺森灼（内山夕実）
作詞：畑亜貴 / 作曲：福本公四郎 / 編曲：矢鴇つかさ (Arte Refact) / Re-Product：青木繁男